# Bycanistes albotibialis
A Bycanistes albotibialis a madarak (Aves) osztályának a szarvascsőrűmadár-alakúak (Bucerotiformes) rendjébe a szarvascsőrűmadár-félék (Bucerotidae) családjába tartozó faj.

## Rendszerezése
A fajt Jean Cabanis és Anton Reichenow írták le 1877-ben, a Buceros nembe Buceros albotibialis néven. Sorolták a Ceratogymna nembe Ceratogymna albotibialis néven is. Egyes szervezetek szerint a barnaarcú szarvascsőrű (Bycanistes cylindricus) alfaja Bycanistes cylindricus albotibialis néven.

## Előfordulása
Afrika középső részén, Angola, Benin, Egyenlítői-Guinea, Gabon, Kamerun, a Kongói Köztársaság, a Kongói Demokratikus Köztársaság, a Közép-afrikai Köztársaság, Nigéria, Szudán és Uganda területén honos.
Természetes élőhelyei a szubtrópusi és trópusi síkvidéki és hegyi esőerdők, valamint ültetvények. Állandó, nem vonuló faj.

## Megjelenése
Testhossza 77 centiméter, testtömege 900-1400 gramm.

## Természetvédelmi helyzete
Az elterjedési területe nagyon nagy, egyedszáma ugyan csökken, de még nem éri el a kritikus szintet. A Természetvédelmi Világszövetség Vörös listáján nem fenyegetett fajként szerepel.